# Marie-Thérèse Davidson
Pour les articles homonymes, voir Davidson.
 (juillet 2022).
Marie-Thérèse Davidson est autrice de littérature jeunesse et directrice de collection chez Nathan.
Très jeune elle lit beaucoup et elle adore apprendre, elle veut partager sa passion donc elle travaille pendant 30 comme professeur de latin,de grec et de français

## Biographie
Marie-Thérèse Davidson est née en 1948 à Paris.
Dès l’enfance,  elle s'intéresse aux langues (allemand, grec ancien, latin, russe, yiddish), l'histoire et la littérature. Elle devient professeur certifiée puis agrégée de lettres classiques, et enseigne en région parisienne de 1971 à 1999. Puis elle se tourne vers l’écriture pour la jeunesse[réf. nécessaire].
Ses œuvres ont pour sujet la mythologie grecque (Ulysse, Œdipe…), l’histoire (Alexandre, les esclaves), et la Bible (Caïn, la Tour de Babel…) . En 2003 elle crée aux éditions Nathan la collection des « Histoires Noires de la Mythologie », et en 2009 celle des « Histoires de la Bible ». Elle en compose les dossiers documentaires jusqu’en 2020[réf. nécessaire]. 
Plusieurs de ses livres sont recommandés par le ministère de l'éducation nationale pour la 6e.

## Œuvres
- Sur les traces d’Ulysse, Gallimard Jeunesse, 2001.
- Sur les traces des esclaves, Gallimard Jeunesse, 2003.
- Œdipe le maudit, Nathan, 2003.
- Rebelle Antigone, Nathan, 2005.
- Caïn : Le premier meurtre, Nathan, 2010.
- Homère, le plus grand poète de l'Antiquité, Oskar jeunesse, 2009.
- Moïse, entre Dieu et les hommes, Nathan, 2012